# Jens Juel
Jens Jorgensen Juel (Falster, 12 de mayo de 1745-Copenhague, 27 de diciembre de 1802) fue un pintor y paisajista danés, conocido ante todo por sus muchos retratos, de los cuales la mayor colección se encuentra en el Castillo de Frederiksborg.

## Biografía
Nació en la casa de su tío Johan Jørgensen, quien era maestro de escuela en Balslev, en la isla de Fionia. Jens Juel era el hijo ilegítimo de Vilhelmine Elisabeth Juel (enero de 1725-marzo de 1799), quien sirvió en Wedellsborg y de un caballero, probablemente un Wedell o del diplomático, Lord Jens Juel. Cuando Juel tenía un año, su madre se casó con Jørgen Jørgensen (1724-4 de junio de 1796), que era director de escuela en Gamborg, no lejos de Balslev, y él se crio en Gamborg.
Juel era el hijo ilegítimo de Elisabeth Wilh Juel, que era una criada del Señor de Wedelsborg. En 1765 fue aceptado como alumno en la Real Academia de Copenhague y fue aceptado con el pintor sueco Carl Gustaf Pilo, bien introducido en la corte danesa. Amó a los pintores del siglo XVII y pintó retratos, paisajes y escenas de género. Fue galardonado con la medalla de oro en 1767. Pintó en 1765 el retrato de su hermana Anna y un autorretrato. En 1799 se le concedió una residencia en el Castillo de Charlottensborg. Mostró interés por la pintura desde sus primeros años. Le enviaron como aprendiz con el pintor Johann Michael Gehrman en Hamburgo, donde trabajó durante 5-6 años, mejorando de tal manera que se creó una reputación como retratista y paisajista. Teniendo veinte años marchó a Copenhague a la Real Academia de Bellas Artes Danesa. En 1767 obtuvo la medalla de oro menor, y en 1771, la gran medalla de oro.
En 1772 abandonó Copenhague y estuvo fuera durante ocho años. Al principio, fue a Roma, donde pasó cuatro años junto a otros artistas daneses, entre ellos Abildgaard. De Roma se trasladó a París, por entonces el centro de la pintura de retratos. En 1777 fue a Ginebra, donde estuvo dos años, en casa de su amigo Charles Bonnet en compañía de otros artistas daneses, incluyendo al grabador Johann Friderich Clemens. En Ginebra, Juel pronto consiguió una reputación de artista excelente, y pintó muchos retratos.

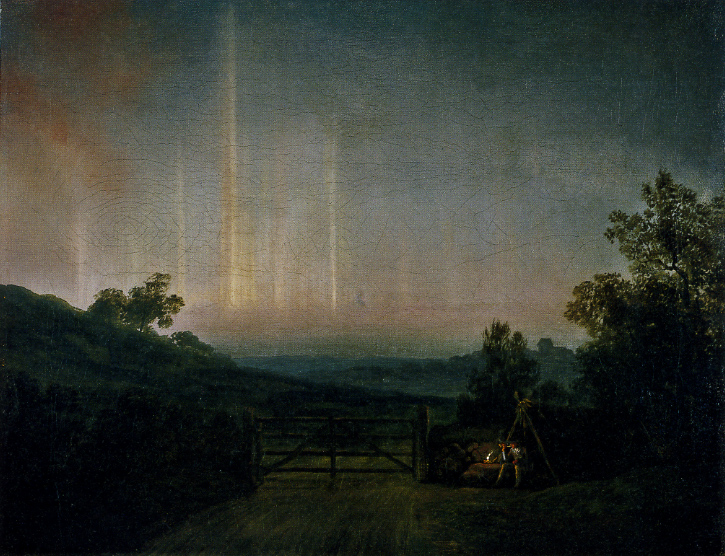
Aurora polar, ca. 1795.

A través de Bonnet, que era miembro de honor de la Academia Danesa, su reputación alcanzó Dinamarca. Regresó a Copenhague en 1780 tras una breve estancia en Hamburgo, donde conoció a Klopstock. Fue en su casa donde pintó su muy conocido cuadro de «Messiadens Digter». De vuelta a Copenhague, trabajó como retratista para la casa real, la nobleza y la gente pudiente.
El 4 de abril de 1782, fue elegido por unanimidad miembro de la academia por Mandelberg, Weidenhaupt y Abildgaard. Fue director de la academia en 1795.